# Marianivka (Narodichi)
Marianivka (ucraniano: Мар'янівка) es una aldea del Raión de Narodichi en el Óblast de Zhytomyr de Ucrania. Fue evacuada en 1990 como consecuencia del accidente de Chernóbil y ha permanecido abandonada desde entonces.
Antes del accidente, Marianivka contaba con 100 habitantes y una parada de autobús. Los restos de la localidad están localizados fuera de la zona de alienación y son accesibles a través de la ruta P02.

## Galería

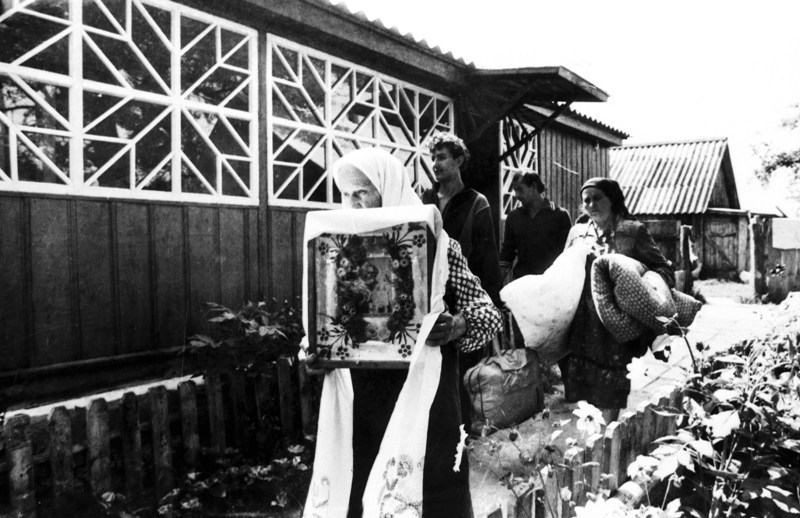
La evacuación de la aldea siendo llevada a cabo.